# Kyashar
El Kyashar (también llamado  Thangnaktse y Peak 43) es una montaña que forma parte de los Himalayas cuya cima se eleva a 6 769 m s. n. m. en la región de Khumbu, en Nepal, al este de Namche Bazaar en el denominado Hinku Himal. Se encuentra dentro del parque nacional Makalu-Barun.
Al norte del Kyashar se encuentra el Kangtega (6 783 m), al suroeste el Kusum Kangguru (6 367 m), mientras que el Mera Peak (6 476 m) se localiza 6.77 km al sureste. El Kyashar se encuentra conectado con el Kangtega mediante una cresta. Por su lateral occidental fluye el glaciar Kyashar.
Hasta 1983, la montaña era denominada Peak 43. Ese año las autoridades nepalesas realizaron una designación de montañas y otros accidentes geográficos, para reemplazar una gran cantidad de nombres occidentales. Desde 1983 el nombre de la montaña es Kyashar. La montaña posee un tercer nombre que es Thangnaktse. A nivel local a veces se refieren a ella como Charpate, que significa cuadrado, lo que hace referencia a la forma de la cumbre de la montaña.

## Ascensos
El primer ascenso del Kyashar fue realizado el 18 de octubre de 2003 por los escaladores Bruce Normand, Andreas Frank y Sam Broderick. La ruta seguida recorría el filo oeste y la pared oeste.
El 11 de noviembre de 2012, los escaladores japoneses Yasuhiro Hanatani, Hiroyoshi Manome y Tatsuya Aoki realizaron el primer ascenso de la montaña por el pilar sur (South Pillar), la denominada ruta NIMA (2400 m, ED +, 5.10a, M5), en estilo alpino, hazaña por la cual se les otorgó el Piolet d'Or.